# Galapa (geslacht)
Galapa is een geslacht van spinnen uit de familie trilspinnen (Pholcidae).

## Soorten
Het geslacht kent de volgende soorten:
- Galapa baerti (Gertsch & Peck, 1992)
- Galapa bella (Gertsch & Peck, 1992)